# جوخه مد
جوخه مد (به انگلیسی: The Mod Squad) فیلمی محصول سال ۱۹۹۹ و به کارگردانی اسکات سیلور است. در این فیلم بازیگرانی همچون کلر دینز، عمر اپس، دنیس فارینا، جاش برولین، استیو هریس، مایکل لانر، ریچارد جنکینز، سام مک‌موری، مایکل اونیل، استیون کی، بودی الفمن، دی یونگ، ادی گریفن، کلارنس ویلیامز سوم و پگی لیپتون ایفای نقش کرده‌اند.